# Karkkila
Karkkila [ˈkɑrkːilɑ] (schwedisch Högfors) ist eine Stadt im Süden Finnlands mit 8603 Einwohnern (Stand 31. Dezember 2022). Sie liegt in der Landschaft Uusimaa rund 60 km nordwestlich der Hauptstadt Helsinki. Karkkila ist einsprachig finnischsprachig.
Karkkila liegt am jahrhundertealten Handelsweg zwischen Häme und der Küste. Dadurch entstand die Besiedlung an den Ufern des Pahajärvi-Sees. Als im Jahr 1654 eine Kirchengemeinde gegründet wurde, erhielt diese den christlicheren Namen Pyhäjärvi („heiliger See“) statt Pahajärvi („böser See“). 1869 wurde Pyhäjärvi mit dem Namen Pyhäjärvi Ul zur eigenständigen Gemeinde. Dabei stand der Namenszusatz Ul für Uudenmaan lääni (Provinz Uusimaa) und diente zur Unterscheidung von Pyhäjärvi Ol in der damaligen Provinz Oulu. Das heutige Zentrum von Karkkila wurde 1932 von Pyhäjärvi getrennt und wurde zur Marktgemeinde Karkkila. 1969 vereinigten sich Pyhäjärvi Ul und Karkkila wieder unter dem Namen Karkkila, 1977 wurde die Gemeinde zur Stadt.
Anziehungspunkt für Besucher der Stadt sind die Stromschnellen des Flusses Karisån, der den Ort mit dem Meer verbindet.
Seit dem Anfang des 19. Jahrhunderts wurde in der Nähe von Karkkila Eisenerz gefördert. Die Industrietradition der Stadt begann schon im Jahr 1822 mit dem Bau der Eisenhütte Högfors. Seitdem entwickelte sich Karkkila zu einer Industriestadt. Zu ihren besten Zeiten beschäftigte allein die Eisenhütte die Hälfte der arbeitenden Bevölkerung. Bis heute ist der Anteil der Beschäftigten im Industriesektor mit 45,6 % (2003) hoch. Dementsprechend stark ist die Arbeiterbewegung in Karkkila stets gewesen. Heute stellt das postkommunistische Linksbündnis die größte Fraktion im Stadtrat. Neben Kemi in Lappland ist Karkkila die einzige Stadt, in der das Linksbündnis die stärkste Partei ist.
Ab 1997 war Karkkila Mitglied der europäischen Städtevereinigung Douzelage, trat später jedoch aus.

## Politik
Verwaltung

Karkkila ist als Industriestadt traditionell eine Hochburg der finnischen Linken. Die stärkste politische Kraft ist hier keine der drei finnischen Volksparteien, sondern das Linksbündnis, das bei den Kommunalwahlen 2008 mit einem Stimmenanteil von 32,4 % hier eines seiner landesweit besten Ergebnisse erzielte und nun 12 von 35 Abgeordneten im Stadtrat, der höchsten Entscheidungsinstanz in kommunalen Angelegenheiten, stellt. Die Sozialdemokraten stellen ebenso wie die konservative Nationalen Sammlungspartei 7 Mandate, gefolgt von der Zentrumspartei mit fünf Sitzen. Zwei Mandate gingen an die rechtspopulistischen „Wahren Finnen,“ je eines an die Grünen und die Christdemokraten.
| Partei                    | Wahlergebnis 2008 | Sitze |
| ------------------------- | ----------------- | ----- |
| Linksbündnis              | 32,4 %            | 12    |
| Nationale Sammlungspartei | 19,6 %            | 7     |
| Sozialdemokraten          | 18,7 %            | 7     |
| Zentrumspartei            | 14,8 %            | 5     |
| Wahre Finnen              | 6,4 %             | 2     |
| Grüner Bund               | 3,9 %             | 1     |
| Christdemokraten          | 3,6 %             | 1     |

## Söhne und Töchter der Stadt
- Markku Uusipaavalniemi (* 1966), Curler und Politiker
- Jari Vekkilä (* 1975), Basketballspieler
- Christopher Gibson (* 1992), Eishockeytorwart

## Mit der Stadt verbundene Persönlichkeiten
- Aki Kaurismäki (* 1957), Filmregisseur, lebt zeitweise in Karkkila[5]